# Blassenstein
Blassenstein is een berg ten oosten van Scheibbs in de Oostenrijkse deelstaat Neder-Oostenrijk.
De berg heeft een hoogte van 844 meter. Boven op de berg staat een witte toren.

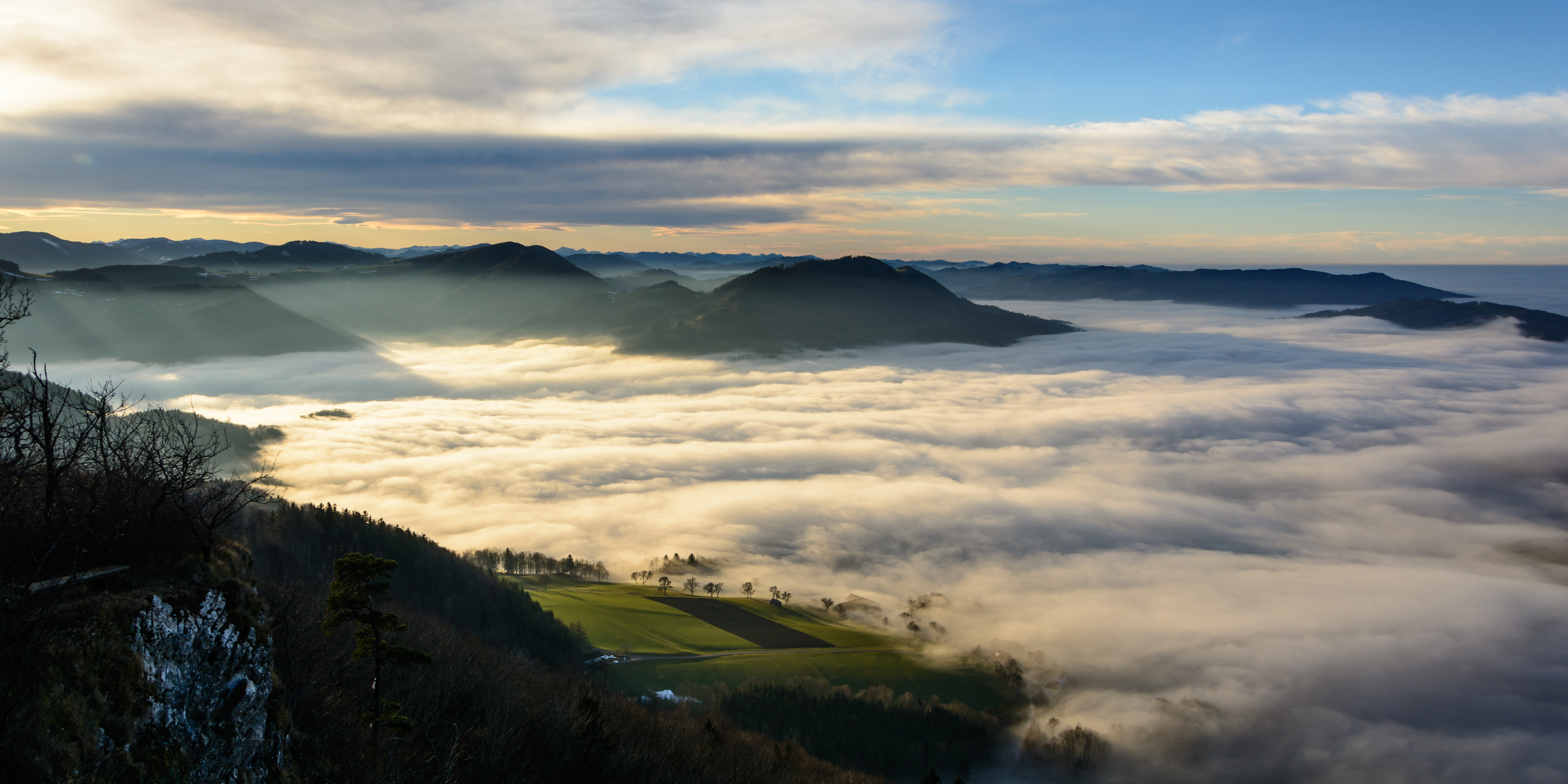
Uitzicht vanaf Blassenstein
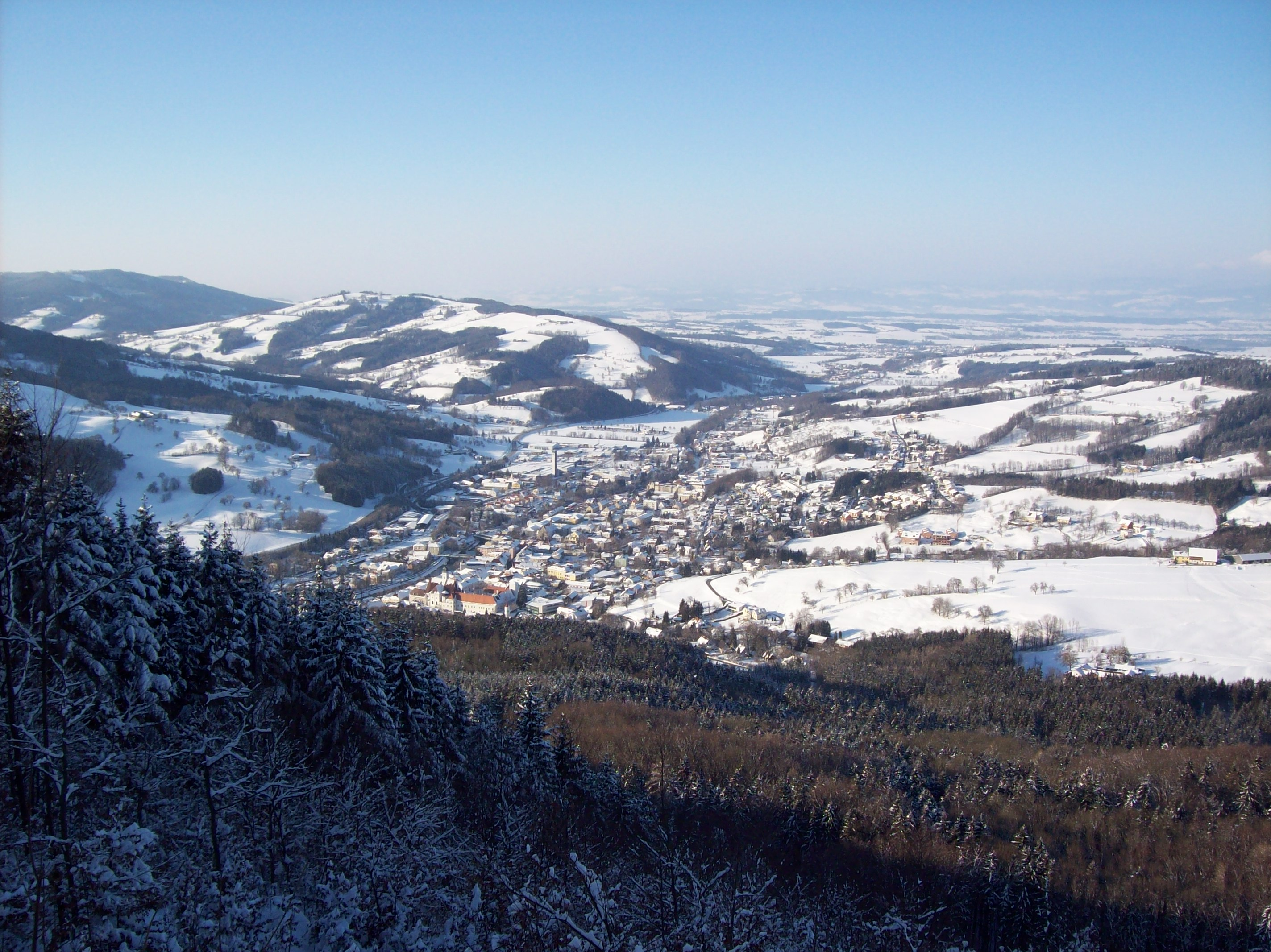
Uitzicht vanaf Blassenstein op Scheibbs